# 1492
1492 (MCDXCII) a fost un an bisect al calendarului iulian, care a început într-o zi de duminică.

## Evenimente
- 31 martie: Regina Castiliei și Leonului Isabela I a Castiliei și soțul ei Ferdinand al II-lea de Aragon au semnat la 31 martie 1492 Decretul de la Alhambra de izgonire din Spania a tuturor evreilor care nu se convertesc la creștinism. Cca 300.000 de evrei care s-au opus convertirii forțate au părăsit Spania și au găsit adăpost în alte țări ale Europei sau ale Africii de Nord. Intreaga lor avere (aur, podoabe scumpe, bani etc) a fost confiscată de stat.

### Nedatate
- 1492-1493: Construirea Mănăstirii Bistrița (Vâlcea) de către boierii Craiovești (Barbu, Banul Craiovei și frații săi, Pârvu Vornicu, Danciu Armașu și Radu Postelnicu).
- Descoperirea continentului american Perioada Marilor descoperiri.
- Este ales Papa Alexandru al VI-lea (n. Roderic Borgia).

## Nașteri
- 26 martie: Adam Ries, matematician german (d. 1557)
- 20 aprilie: Pietro Aretino, poet, prozator și dramaturg italian (d. 1556)

## Decese
- 8 aprilie: Lorenzo de' Medici, 43 ani, politician italian (n. 1449)
- 12 octombrie: Piero della Francesca (n. Piero de' Franceschi), 77 ani, pictor și matematician italian (n. 1420)